# Các phương pháp theo nguyên lý đầu (vật lý hạt nhân)
Trong vật lý hạt nhân, các phương pháp theo nguyên lý đầu tìm cách mô tả hạt nhân nguyên tử từ dưới lên bằng cách giải phương trình Schrödinger không tương đối cho tất cả các hạt nhân cấu thành và lực giữa chúng. Điều này được thực hiện chính xác cho các hạt nhân rất nhẹ (tối đa bốn hạt nhân) hoặc bằng cách sử dụng các xấp xỉ được kiểm soát tốt nhất định cho các hạt nhân nặng hơn. Các phương pháp theo nguyên lý đầu tạo thành một cách tiếp cận cơ bản hơn so với ví dụ mô hình vỏ hạt nhân. Tiến bộ gần đây đã cho phép điều trị theo nguyên lý đầu của các hạt nhân nặng hơn như niken.
Một thách thức đáng kể trong điều trị theo nguyên lý đầu bắt nguồn từ sự phức tạp của tương tác giữa các nucleon. Lực hạt nhân mạnh được cho là xuất hiện từ sự tương tác mạnh được mô tả bởi phương pháp sắc ký lượng tử (QCD), nhưng QCD không gây nhiễu trong chế độ năng lượng thấp liên quan đến vật lý hạt nhân. Điều này làm cho việc sử dụng trực tiếp QCD để mô tả các tương tác giữa các hạt nhân rất khó khăn (xem mạng QCD) và thay vào đó phải sử dụng một mô hình. Các mô hình tinh vi nhất có sẵn được dựa trên lý thuyết trường hiệu quả chirus. Lý thuyết trường hiệu quả (EFT) này bao gồm tất cả các tương tác tương thích với các đối xứng của QCD, được sắp xếp theo kích thước đóng góp của chúng. Mức độ tự do trong lý thuyết này là các hạt nhân và pion, trái ngược với các hạt quark và gluon như trong QCD. Lý thuyết hiệu quả chứa các tham số gọi là hằng số năng lượng thấp, có thể được xác định từ dữ liệu tán xạ.
EFT Chirus ngụ ý sự tồn tại của các lực lượng nhiều cơ thể, đáng chú ý nhất là sự tương tác ba hạt nhân được biết đến là một thành phần thiết yếu trong vấn đề nhiều cơ thể hạt nhân.
Sau khi đến Hamilton {\displaystyle H} (dựa trên EFT Chirus hoặc các mô hình khác) người ta phải giải phương trình Schrödinger
{\displaystyle H\vert {\Psi }\rangle =E\vert {\Psi }\rangle },
với {\displaystyle \vert {\Psi }\rangle } là hàm sóng nhiều cơ thể  hạt nhân của A trong hạt nhân. Các phương pháp theo nguyên lý đầu khác nhau đã được đưa ra để tìm giải pháp số lượng cho phương trình này:
- Chức năng Green của Monte Carlo (GFMC) [3]
- Mô hình vỏ không lõi (NCSM) [4]
- Cụm ghép (CC) [5]
- Chức năng Green tự ổn định (SCGF) [6]
- Nhóm tái chuẩn hóa tương tự trung bình (IM-SRG) [7]